# Фара Филиорум Петри
Фара Филиорум Петри (итал. Fara Filiorum Petri) је насеље у Италији у округу Кјети, региону Абруцо.
Према процени из 2011. у насељу је живело 1260 становника. Насеље се налази на надморској висини од 257 м.

## Становништво
Према резултатима пописа становништва 2011. у општини је живело 1.955 становника.
| 1931. | 1936. | 1951. | 1961. | 1971. | 1981. | 1991. | 2001. | 2011. |
| ----- | ----- | ----- | ----- | ----- | ----- | ----- | ----- | ----- |
| 2.048 | 2.187 | 2.391 | 2.083 | 1.825 | 1.758 | 1.884 | 1.952 | 1.955 |

## Партнерски градови
- Macaé, Santa Maria da Feira Municipality, Monteroni di Lecce